# Fairey Seafox
Fairey Seafox byl britský dvouplošný plovákový průzkumný letoun, zkonstruovaný a vyráběný v druhé polovině 30. let 20. století firmou Fairey pro Fleet Air Arm. Byl navržen ke katapultáži z palub lehkých křižníků a sloužil v době druhé světové války. Druhý prototyp (z celkem 66 postavených strojů) byl dokončen a zkoušen s kolovým podvozkem (poté byl opatřen plováky, stejně jako ostatní letouny).

## Vznik a vývoj
Fairey Seafox vznikl na základě specifikací S.11/32. První ze dvou prototypů poprvé vzlétl 27. května 1936. První z 64 sériových strojů byly jednotkám dodány v roce 1937. Jednotlivé palubní sekce byly organizačně podřízeny 700. námořní letecké peruti Fleet Air Arm.
Trup byl celokovové skořepinové konstrukce, křídla měla kovovou kostru, celek byl potažen plátnem. Poháněn byl šestnáctiválcovým vzduchem chlazeným motorem Napier Rapier (uspořádání válců do H) o maximálním výkonu 395 hp (294,55 kW) v nominální výšce.
Seafox měl dobré letové vlastnosti, pouze přistávací rychlost byla vyšší, než bylo původně požadováno. Jak ovšem dosvědčuje i následující sériová výroba, nebylo to považováno za takový handicap, že by stroj nemohl být přijat do výzbroje.

## Použití
V roce 1939 se Seafox podílel na pronásledování německé kapesní bitevní lodě Admiral Graf Spee jako pozorovací pro dělostřelce britského námořního svazu. Tím přispěl k zničení této lodi následně po bitvě u Río de la Plata.
Seafoxy zůstaly ve službě do roku 1943, a v první polovině války operovaly z křižníků HMS Emerald, Neptune, Orion, Ajax, Arethusa a Penelope, a pomocných křižníků HMS Pretoria Castle, Asturias a Alcantara.

## Uživatelé

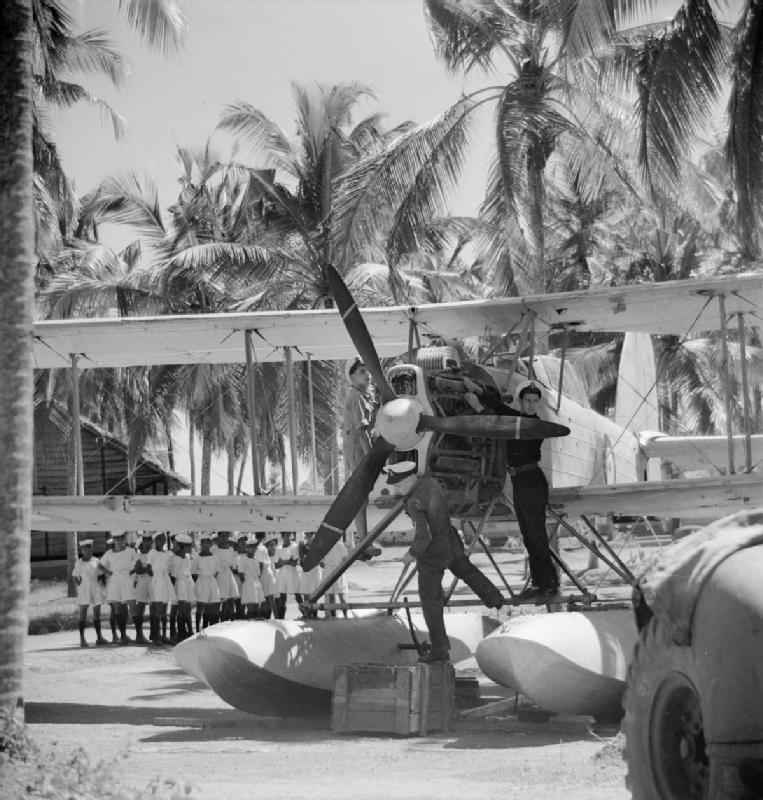
Fairey Seafox

- Spojené království
  - Fleet Air Arm
    - 700. peruť FAA
    - 702. peruť FAA
    - 703. peruť FAA
    - 713. peruť FAA
    - 714. peruť FAA
    - 716. peruť FAA
    - 718. peruť FAA
    - 754. peruť FAA
    - 764. peruť FAA
    - 765. peruť FAA
    - 773. peruť FAA

## Specifikace
Údaje podle publikace Fairey Aircraft since 1915

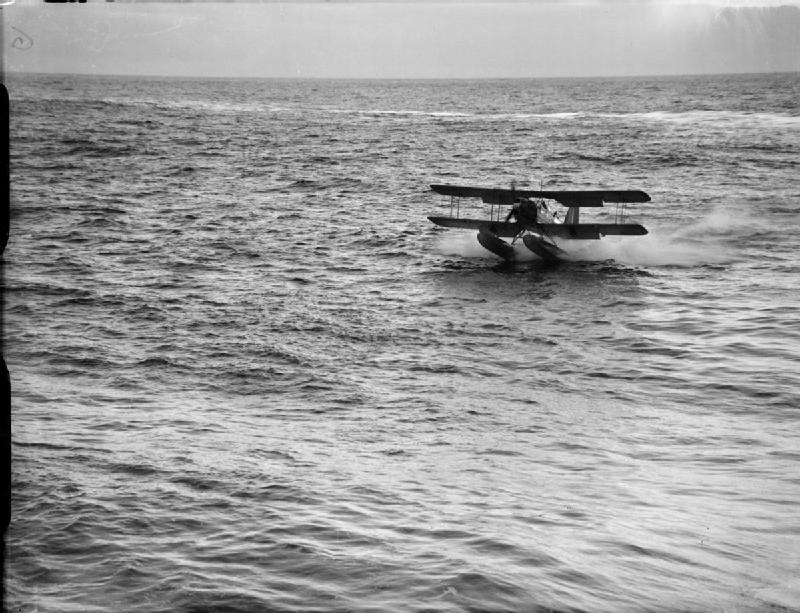
Fairey Seafox

### Technické údaje
- Posádka: 2 (pilot a pozorovatel)
- Délka: 10,185 m (33 stop a 5 palců)
- Rozpětí: 12,192 m (40 stop)
- Výška: 3,708 m (12 stop a 2 palce)
- Nosná plocha: 40,32 m² (434 čtverečních stop)
- Hmotnost prázdného stroje: 1 725,91 kg (3 805 lb)
- Vzletová hmotnost: 2 458,47 kg  (5 420 lb)
- Pohonná jednotka: 1 × šestnáctiválcový motor s válci do H Napier Rapier VI
- Výkon pohonné jednotky: 395 hp (295 kW)

### Výkony
- Maximální rychlost: 199 km/h (108 uzlů, 124 mph) ve výšce 1 787 m (5 860 stop)
- Cestovní rychlost: 170 km/h (92 uzlů, 106 mph)
- Praktický dostup: 2 956 m (9 700 stop)
- Čas výstupu do 5 000 stop (1 524 m): 15 min 30 sec
- Dolet: 708 km (383 Nm, 440 mil)

### Výzbroj
- 1 × pohyblivý kulomet Lewis ráže 7,7 mm
- závěsníky pro 2 pumy po 100 lb  nebo 8 pum po 20 librách[1]